# Simin Behbahani

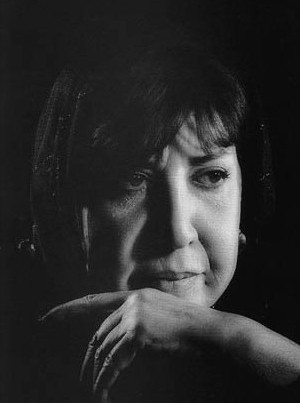
Simin Behbahani

Simin Behbahani (pers. سیمین بهبهانی) (ur. 20 lipca 1927 w Teheranie, zm. 19 sierpnia 2014 tamże) – poetka irańska, jedna z najważniejszych postaci we współczesnej literaturze perskiej.

## Życiorys
Poetka urodziła się jako Siminbar Khalili. Ojciec, Abbas Khalili (1893-1971), był poetą, tłumaczem, pisarzem, redaktorem gazety Eghdam (Akcja). Matka, Fakhr-e Ozma Arghun (1898–1966), także poetka, uczyła języka francuskiego. Simin zaczęła pisać wiersze w wieku 12 lat, a po raz pierwszy opublikowała je w wieku 14. Tworzy głównie posługując się formą gazali. Dwukrotnie – w 1999 i w 2002 – nominowana do Nagrody Nobla. Na początku marca 2010 odmówiono jej zezwolenia na opuszczenie kraju. Ponieważ była na pokładzie samolotu do Paryża, policja zatrzymała ją i przesłuchiwała całą noc. Simin została zwolniona, odebrano jej jednak paszport.

## Wybrane dzieła
- Złamany Sitar (Seh-tar-e Shekasteh, 1951) – poezje i dwa opowiadania
- Kandelabr (Chelcheragh, 1957)
- Marmur (Marmar, 1963)